# Palais Royal (chanson)
Pour les articles homonymes, voir Palais royal.
Singles de Alain Chamfort
Géant
(1980) Bambou
(1981)
Palais Royal est une chanson interprétée par Alain Chamfort, écrite par Jay Alanski et composée par Alain Chamfort et Jean-Noël Chaléat. Paru sur le troisième album studio de Chamfort, Poses, le titre sort en single en mai 1980 comme troisième et dernier extrait de Poses tout comme la face B, Toute la ville en parle.

## Classements hebdomadaires
| Classement (1980) | Meilleure place |
| ----------------- | --------------- |
| France (IFOP)     | 45              |